# Shake Boom
"Shake Boom" é uma canção da cantora brasileira Kelly Key, gravada para seu quarto álbum em estúdio, intitulado Por que Não? (2006). Lançada oficialmente como o segundo single do álbum em 27 de dezembro de 2006, a canção traz a backing vocal de Jojo Vibe, que era dançarino da cantora na época.

## Composição e desenvolvimento
Composta por Andinho e Gustavo Lins, a canção explora o tema da garota autoritária, que não aceita as investidas de um rapaz qualquer que tenta toca-la, ao mesmo tempo em que o rapaz conta como se interessou pela garota.. A canção faz referências sexuais, em trechos onde a cantora faz trocadilhos e insinuações com a expressão "shake boom", referenciando a uma parte do corpo, o bumbum feminino. As insinuações usadas pela cantora foram comumente utilizadas por cantoras futuramente como "LoveGame", de Lady Gaga e "Peacock" de Katy Perry, onde um termo comum é utilizado para substituir alguma insinuação. O single explora, além da sonoridade pop e R&B, outros elementos não utilizados antes pela cantora como o worldbeat e Latin pop, lembrando canções como "Hips Don't Lie", de Shakira e "Amor, Amor", de Wanessa. A canção traz ainda a participação de um dos dançarinos da cantora, Jojo Vibe, interpretando junto com a cantora parte da canção, porém sem ser creditado na listagem do álbum ou no envio da canção às rádios.

## Divulgação e desempenho
A canção teve uma baixa rotação nas rádios, por ser considerada demasiado explícita na questão de insinuações e de trocadilhos utilizados pela cantora para se expressar. Kelly Key passou por poucos programas para divulgar a canção, como Tudo É Possível, Programa Raul Gil, e Programa do Ratinho. Nas rádios, a cantora obteve pouca execução em rádios como Transamerica e Mix FM.

## Recepção e crítica
A canção recebeu críticas mistas. A Folha de S.Paulo classificou a canção como "explícita demais", acrescentando que seria a canção "mais sexy de toda carreira de Kelly Key". O site MusicaPopular.com classificou a canção como possível hit, dizendo ainda que a canção é inspirada em experiências de jovens, e que explora "os sentimentos da vida, do que é crescer, do que é sentir".

## Videoclipe
Gravado em julho de 2006, o videoclipe do single foi dirigido por Alexandre Wesley, importante diretor conhecido por trabalhos realizados em videoclipes para as gravadoras EMI e, posteriormente, Warner Music, além de trabalhos como diretor realizados pela Rede Globo. O vídeo, filmado em Rio de Janeiro, faz parte do DVD Toda Linda, realizado em videonovela, mostrando a cantora em férias, sendo cada vídeo passado em um local diferente, se interligando. O videoclipe mostra Kelly Key em uma academia de dança, aonde vai para ensaiar novos passos, e acaba recebendo uma investida de um dos dançarinos da aula, passando a dançar sensualmente para mostrar que não estava disponível para ele.